# Fernando Sebastián Aguilar
Fernando Sebastián Aguilar, C.M.F. Calataiud, 14 de desembre de 1929 - Màlaga, 24 de gener de 2019) fou un cardenal i teòleg espanyol. El 12 de gener de 2014, en finalitzar la pregària de l'Àngelus, el Papa Francesc llegí la llista dels noms dels nous cardenals, entre els que apareixia el seu nom. Va ser proclamat el 22 de febrer de 2014, primer consistori a aquest efecte del papa Francesc,.

## Biografia
Fernando Sebastián va néixer a Calataiud. Estudià fins al batxillerat superior a l'institut d'ensenyança mitjana de la seva ciutat natal. Amb quinze anys ingressà a la Congregació dels Missioners Fills de l'Immaculat Cor de Maria (els claretians) a Vic, el 1945. Va professar a aquesta congregació el 8 de setembre de 1946. Realitzà els estudis eclesiàstics de filosofia i teologia als seminaris de la congregació a Solsona i Valls, respectivament.
El 28 de juny de 1953 rebé l'ordenació sacerdotal de mans de l'arquebisbe de Tarragona cardenal Benjamín de Arriba y Castro. Després de la seva ordenació va ser enviat durant dos anys a Roma per a la seva especialització en teologia. El 1956 marxà a Bèlgica per ampliar estudis a la Universitat Catòlica de Lovaina, on seguí cursos sobre filosofia contemporània, teologia fonamental i pastoral dels sagraments. A partir d'aquell any la seva tasca principal va ser la docència de teologia. El 1957 va obtenir el Doctorat pel Pontifici Ateneu Angelicum amb la màxima qualificació, amb una tesi sobre la Maternitat divina de Maria titulada Maternitatis divinae diversa ratio apud Didacum Alvarez et Franciscum Suarez. Posteriorment ha ensenyat aquesta disciplina als seminaris claretians de Valls, Salamanca i Roma.
El 1967 començà a donar classes a la Universitat Pontifícia de Salamanca. El 1970 va ser nomenat degà de la Facultat de Teologia i, al setembre de 1971, Rector Magnífic de la Universitat per un mandat de quatre anys, que en finalitzar va ser reelegit gairebé unànimement pel claustre universitari per a un segon quadrienni, que va concloure el 17 de juliol de 1979.

### Bisbe
El seu posicionament polític en alguns temes va ser marcadament conservador. Malgrat algunes vacil·lacions, no donà el seu suport al projecte de reformar les províncies eclesiàstiques espanyoles, de manera que els bisbats del País Basc quedessin unides, projecte que era recolzat obertament pel nacionalisme basc. Per un altre costat, durant el seu darrer any, en un llarg anàlisi sobre la situació d'Espanya, indicà la possibilitat de votar a «partits polítics fidels a la doctrina social de l'Església en la seva totalitat com, per exemple, Comunión Tradicionalista Carlista, Alternativa Española, Tercio Católico de Acción Política, Falange Española de las JONS.
Aquestes manifestacions van ser interpretades, principalment pels partits de l'esquerra abertzale, com un suport explícit als partits de dreta, la qual cosa provocà protestes, plasmades en a les pancartes de certes penyes sanfermineres de marcada ideologia d'esquerra i/o abertzale, aparegués retratat amb símbols feixistes. A una d'elles, la de Muthiko Alaiak, aparegué amb un crucifix amb el seu braç dret alçat fent la posició de la salutació feixista. Finalment, el 15 de juliol, després dels Sanfermins, l'arquebisbat organitzà una Missa i una processó amb el pas del "Crist Alçat" com a desagravi, en la que Sebastián participà caminant descalç acompanyat d'altres sacerdots. La major part dels portants del pas (50 dels 56) no assistiren a l'acte, motiu pel qual la Germandat de la Passió del Senyor, en aplicació dels estatuts, els va expulsar i va dissoldre el pas tres mesos després, en no haver rebut fins llavors una explicació oficial de l'absència. La junta decidí finalment readmetre els portants si aquests individualment feien saber la seva intenció de voler seguir. A una reunió la majoria dels portants decidí el seu desig de continuar al pas, car, segons indicà el "Diario de Navarra", «acordaren que no volien que aquest tema espatllés la relació dels portants amb la de la Germandat de la Passió ni amb l'Arquebisbat»
El 31 de juliol de 2007 el papa Benet XVI acceptà la seva renúncia al govern pastoral de l'arquebisbat de Pamplona-Tudela, en conformitat amb el codi de dret canònic per haver assolit el límit d'edat.
El 15 de maig de 2009 la Congregació pels Instituts de Vida Consagrada i les Societats de Vida Apostòlica el nomenà Comissari Pontifici per a la Unió Lumen Dei, amb atribucions de President General.
El 12 de gener de 2014, en finalitzar la pregària de l'Àngelus, el Papa Francesc llegí la llista dels noms dels nous cardenals, entre els que apareixia el seu nom. Serà proclamat el 22 de febrer de 2014, primer consistori a aquest efecte del papa Francesc, tot i que no tindrà dret a un eventual conclave en haver superat el límit legal dels 80 anys.
Pocs dies després que es fes públic la seva futura proclamació com a cardenal, en el transcurs d'una entrevista al Diario Sur de Màlaga, afirmà que « l'homosexualitat “és una deficiència que es pot normalitzar”» El 2004 Sebastián va fer pública una carta titulada 'Els nous innocents', en què criticava la investigació amb cèl·lules mare embrionàries i demanava que política i ciència se sotmetin a una "norma moral objectiva i socialment compartida i respectada". L'any següent, el 2005, va dir que només es pot entendre el matrimoni entre home i dona; i, el 2014, va instar el líder del PSOE, Alfredo Pérez Rubalcaba, a respondre si hi ha una dona que "se senti amb el dret de matar el seu fill".

## Obra
- La vida de perfección en la Iglesia (1962).
- Secularización y vida religiosa (1964).
- Vida consagrada (1965).
- Comentarios al decreto conciliar «Perfectae caritatis» (1967).
- Antropología y teología de la fe cristiana (1971).
- Nueva evangelización (1989).
- Escritos sobre la Iglesia y sobre el hombre (1991).
- La conciencia cristiana ante el terrorismo de ETA (1998).
- La Verdad del Evangelio. Cartas a los españoles perplejos en materia de cristianismo (2001).
- Sembrando la palabra (2008).
- Evangelizar (2010).
- La fe que nos salva (2012).
- María, madre de Jesús y madre nuestra (2013).